# 聖マルガリタ (ティツィアーノ)
『聖マルガリタと竜』（英: Saint Margaret and the Dragon）あるいは単に『聖マルガリタ』（伊: Santa Margherita, 西: Santa Margarita, 英: Saint Margaret）は、イタリアのルネサンス期のヴェネツィア派の巨匠ティツィアーノ・ヴェチェッリオが1565年ごろに制作した絵画である。油彩。キリスト教の聖人であるアンティオキアの聖マルガリタのドラゴンを退治する物語を主題としている。スペイン国王フェリペ2世が所有したほぼ同じ構図の作品が2点知られており、現在は古いバージョンがエル・エスコリアル修道院に、新しくより有名なバージョンがマドリードのプラド美術館に所蔵されている。またイングランド国王チャールズ1世が所有したティツィアーノと工房の複製とされるバージョンが存在し、2018年にサザビーズで売却された。これに加えて、工房による構図の異なるバージョンがプラド美術館に所蔵されている。

## 主題

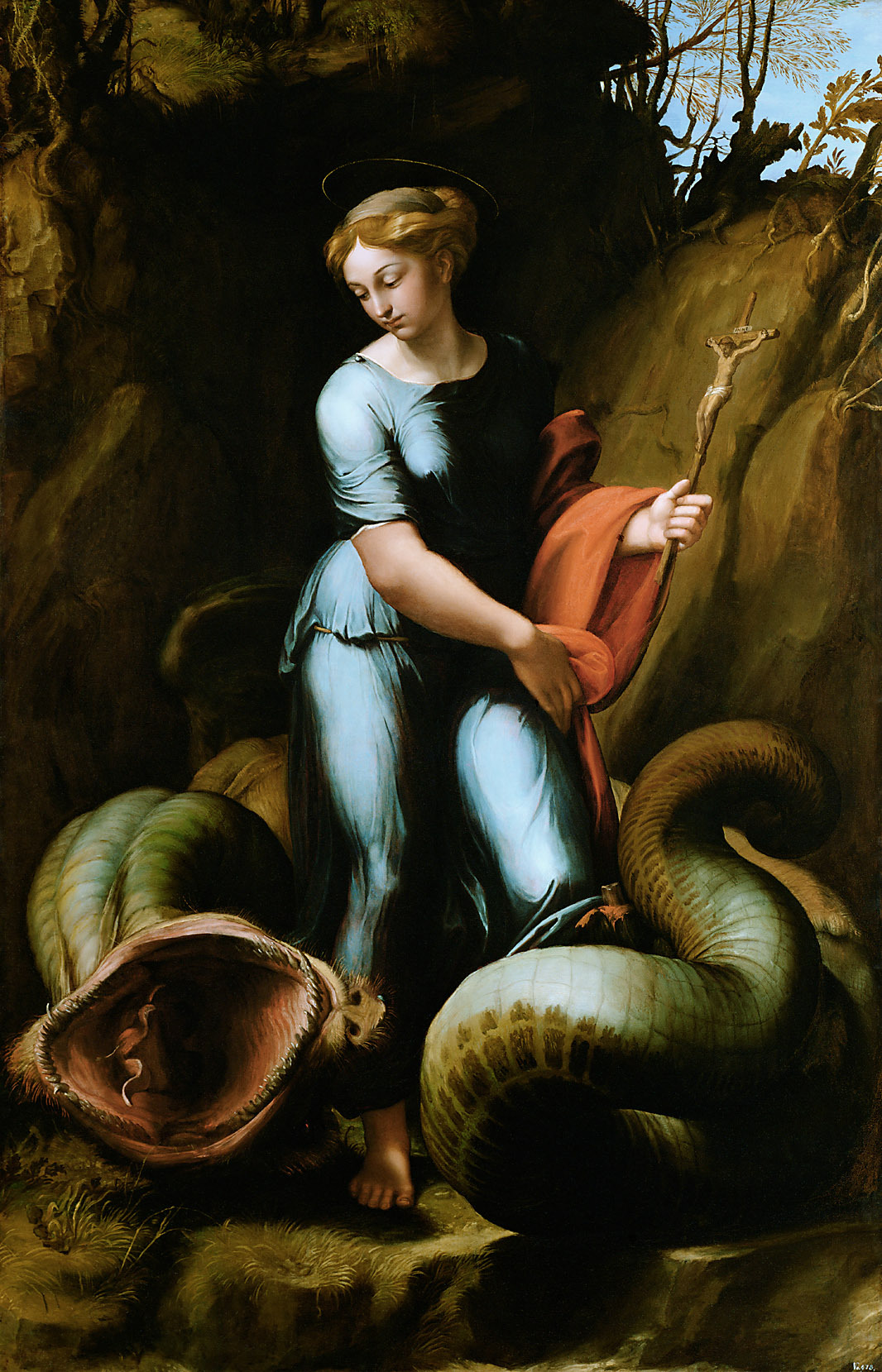
ラファエロ・サンツィオの『聖マルガリタ』。1518年ごろ。美術史美術館所蔵。

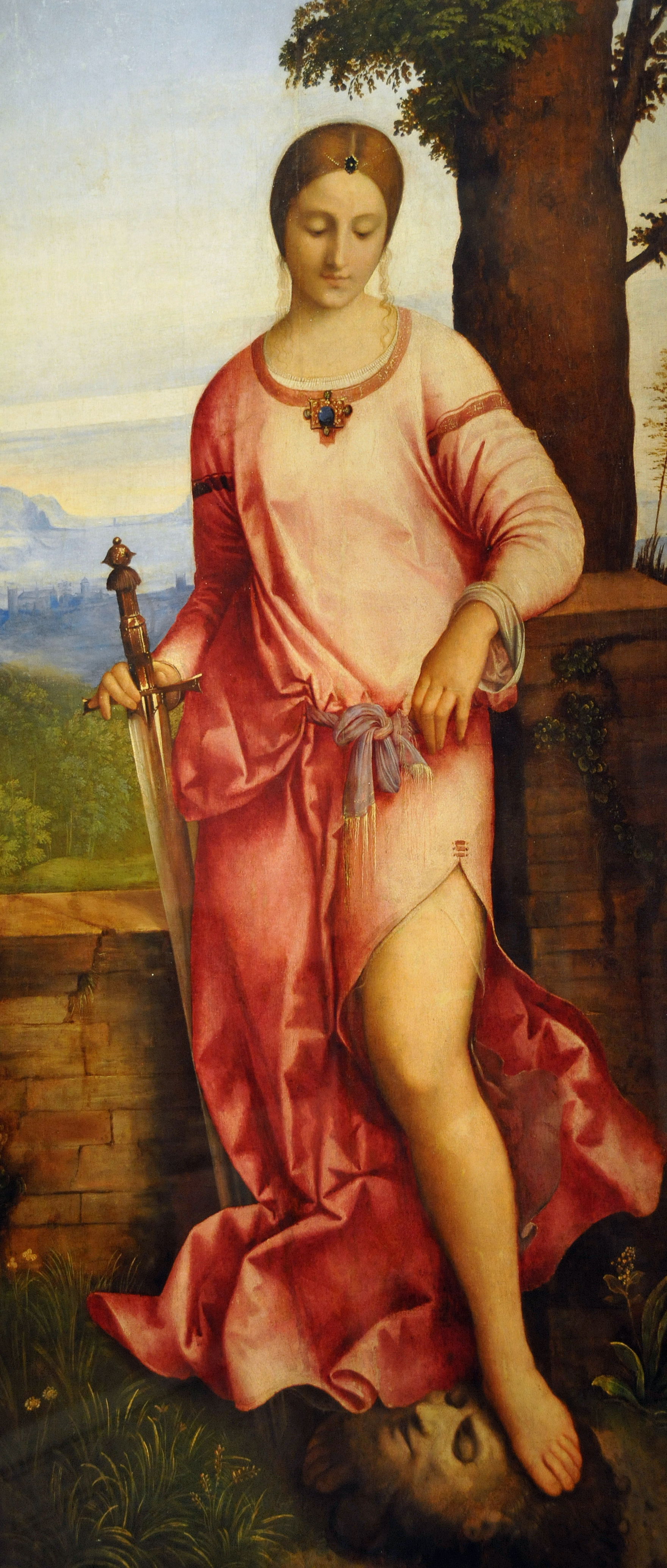
ジョルジョーネの『ユディト』。1504年。エルミタージュ美術館所蔵。

聖マルガリタは3世紀のアンティオキア出身の殉教した処女聖女である。ヤコブス・デ・ウォラギネの『黄金伝説』は聖マルガリタの竜退治の奇跡について異なる2つの説を述べている。彼女はアンティオキアの地方長官から求婚されたが、キリスト教を信仰する処女としてこれを拒絶した。そのため聖マルガリタは残忍な拷問を受けたうえに、土牢に投げ込まれた。すると彼女をむさぼり食おうとするドラゴンの姿に変身したサタンが現れたため、彼女が十字を切ると消え失せた。あるいは現れたドラゴンに吞み込まれたが、聖マルガリタが十字を切るとドラゴンの腹が裂け、そこから無事に外に出ることができたと伝えられている。聖マルガリタは最後に斬首されるが、彼女は女たちが出産の際に自分に祈願することで、自身がドラゴンの腹から出てきたように、無事に出産できるよう祈願した。これにちなんで聖マルガリタは出産の守護聖人となった。

## 制作経緯
『聖マルガリタ』に関する最初の言及は、ティツィアーノが即位する前のフェリペ2世に宛てた1552年10月11日の手紙である。このとき言及された作品はフェリペ2世のために制作された。本作品の制作はそれ以降である。ルカ・ベルテッリの版画の碑文によると、神聖ローマ皇帝カール5世の妹であるハンガリー王妃マリア・フォン・エスターライヒのために制作された。ただしマリアの目録に本作品の記載はない。マリアは1558年に死去したが、様式上の理由からそれ以降 (1560年代半ばまたは後半) のものとされている。

## 作品
ティツィアーノは聖女マルガリタが巨大なドラゴンに吞み込まれたのち、ドラゴンの腹部から無事に出てくるシーンを描いている。ドラゴンの巨体は画面下で腹を見せて横たわっている。生還した聖マルガリタは左手に小さな十字架を持ち、恐怖した眼差しで、ぐったりしたドラゴンの頭を見下ろしている。画面右下に髑髏が転がっている。遠景にはヴェネツィアと思しき炎に包まれた都市が見える。署名は聖マルガリタの十字架の近くの岩の崖に記されている。
エル・エスコリアル修道院のバージョンと比較すると品質は向上している。ティツィアーノは同一の構図を使用しつつ、細部にいくつかの変更を加えている。聖マルガリタの衣服はラファエロ・サンツィオの同主題の絵画『聖マルガリタ』（Santa Margherita）に近い薄い青色から緑色に変更された。ドラゴンの口は閉じられ、髑髏が追加された。さらに背景の大部分を占めていた背後の崖は画面右に寄せられ、開かれた空間に遠景が描かれた。これらの作品におけるラファエロの影響は明白である。ラファエロの作品は16世紀初頭にグリマーニ枢機卿（Cardinal Grimani）によってヴェネツィアにもたらされていた。どちらの作品でも岩場の崖が竜退治のシーンの背景となっており、聖女は優雅なコントラポストでドラゴンの腹から現れる。聖女はラファエロと同様に左足を前に踏み出しているが、その姿はジョルジョーネの『ユディト』（Giuditta）を思い出させる。
ティツィアーノは『黄金伝説』で語られている竜退治のうち、より伝説的で現実的ではないドラゴンの腹の中から生還するバージョンを選択している。1563年12月4日に閉幕したトリエント公会議はそのような非歴史的な表現を禁止したにもかかわらず、ティツィアーノは教会よりも絵画的伝統を優先している。燃える都市、聖人が持っている十字架、画面右下の頭蓋骨などの要素は、通常の聖マルガリタの図像には見られない。美術史家エルヴィン・パノフスキーは、聖マルタと聖ゲオルギウスの物語との混同が原因であると考えた。
以前の画面は非常に暗かったが、1998年に実施された修復により本来の色彩が回復した。

## 来歴
聖マルガリタはマドリードのアルカサル王宮の1666年と1734年の目録に記載された。1746年にはブエン・レティーロ宮殿、その後は新王宮に移された。その後、1821年にプラド美術館に収蔵された。

## エル・エスコリアル版
本作品よりも早く制作されたバージョンである。1552年10月11日に、ティツィアーノが即位する前のフェリペ2世に宛てた手紙の中で言及した作品と考えられている。1574年にエル・エスコリアル修道院に送られ、現在も同修道院に所蔵されている。長年にわたって上部回廊で放置されていたため、保存状態は悪い。1949年に修復された。

## 複製
現存する資料や複製は聖マルガリタが大成功を収めたことを示している。1639年にチャールズ1世のコレクションとして記録されたバージョンが知られている。2018年にチャールズ1世が所有したとされる複製が美術市場に登場し、ニューヨークのサザビーズで競売にかけられ、217万5000ドルで落札された。ティツィアーノの署名はあるが、工房による複製と考えられている。
またクロイツリンゲンのハインツ・キスターズ・コレクションに、一部の研究者が真筆画として受け入れた作品が所蔵されている。品質は低く、ヴィンチェンツォ・カルドゥッチが当時皇太子であったチャールズ1世のためにスペイン王室のティツィアーノの作品を模写したと述べた、マイケル・クロスの作である可能性が指摘されている。

## ギャラリー
関連作品

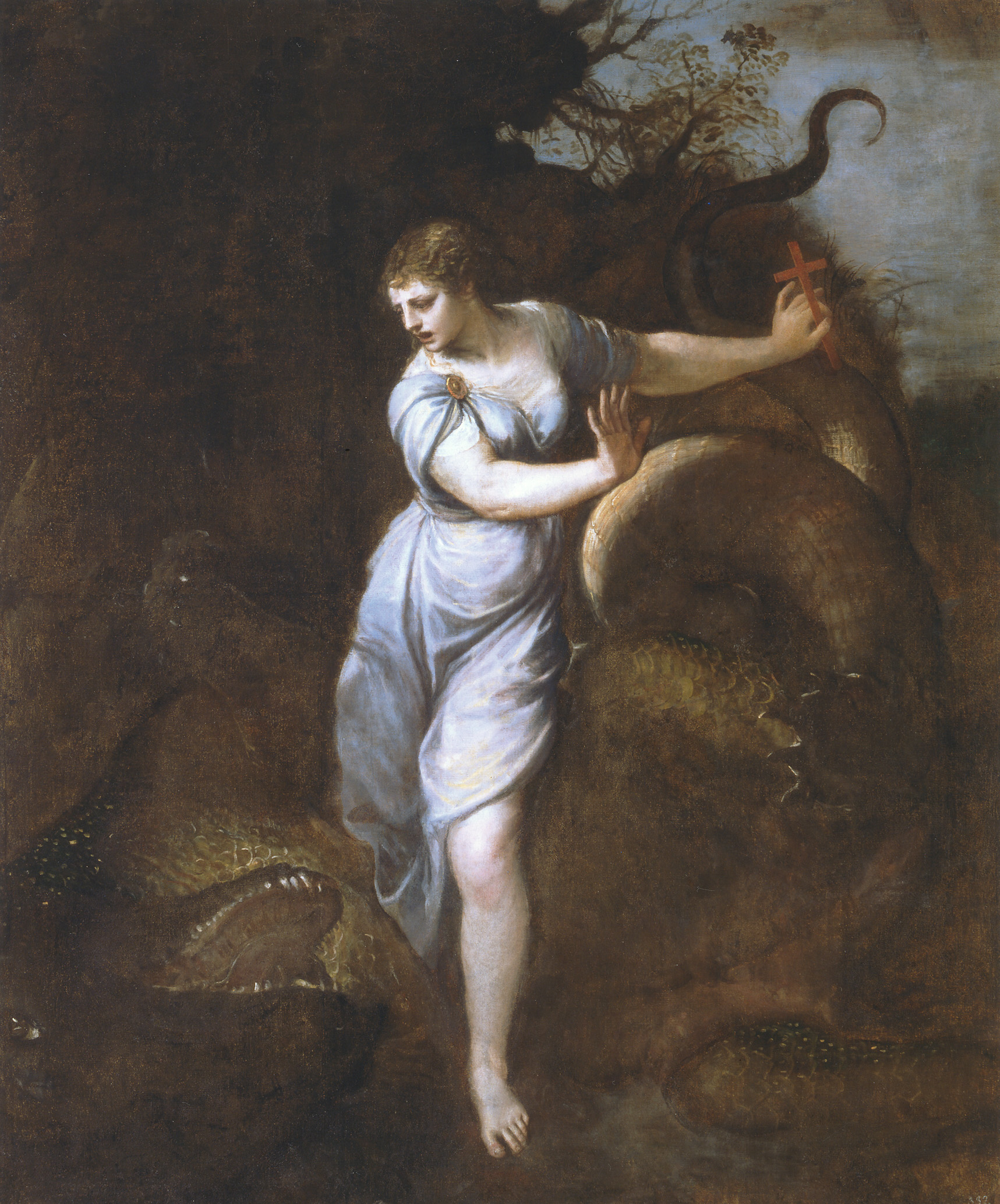
エル・エスコリアル修道院のバージョン
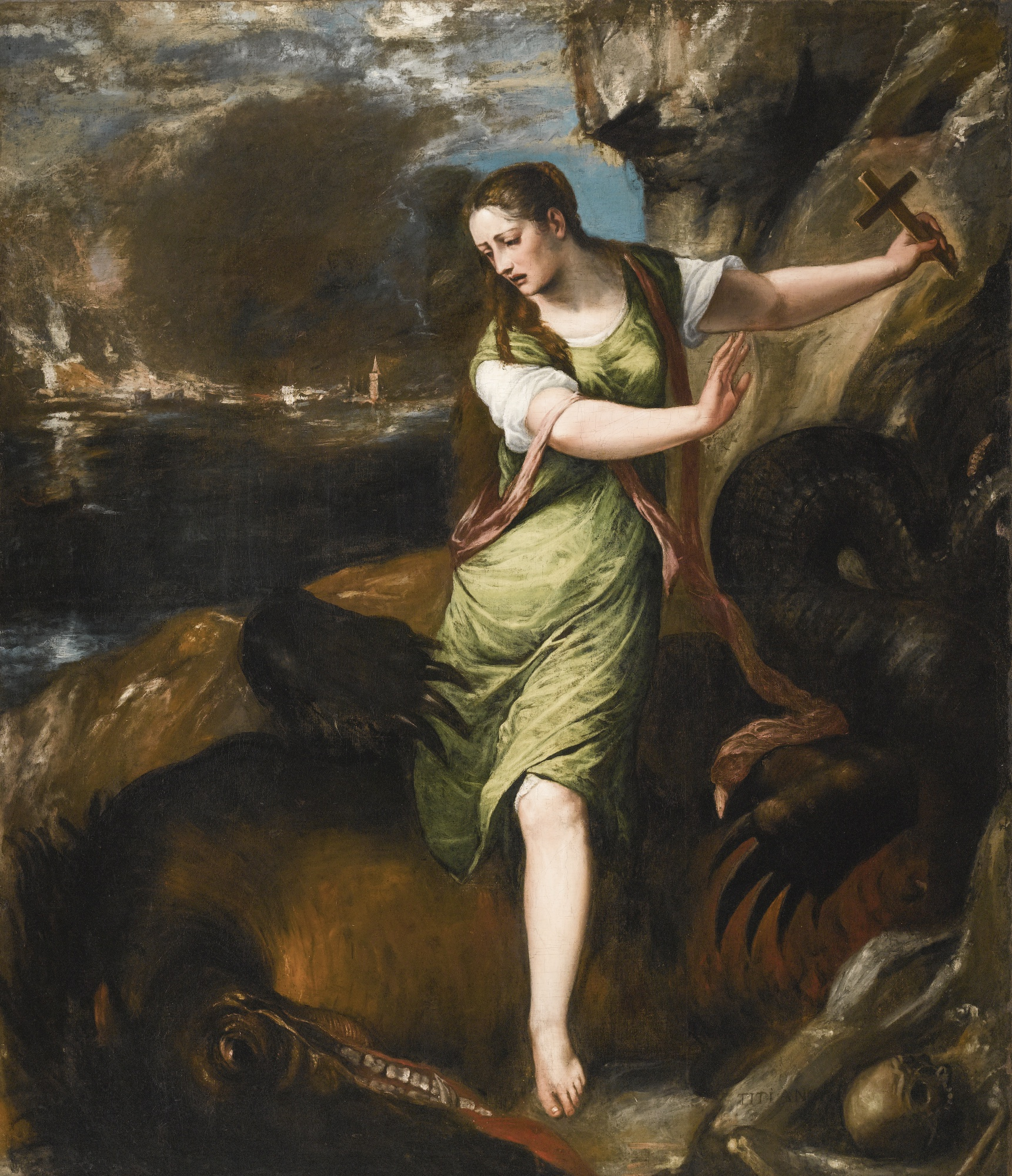
チャールズ1世のバージョン
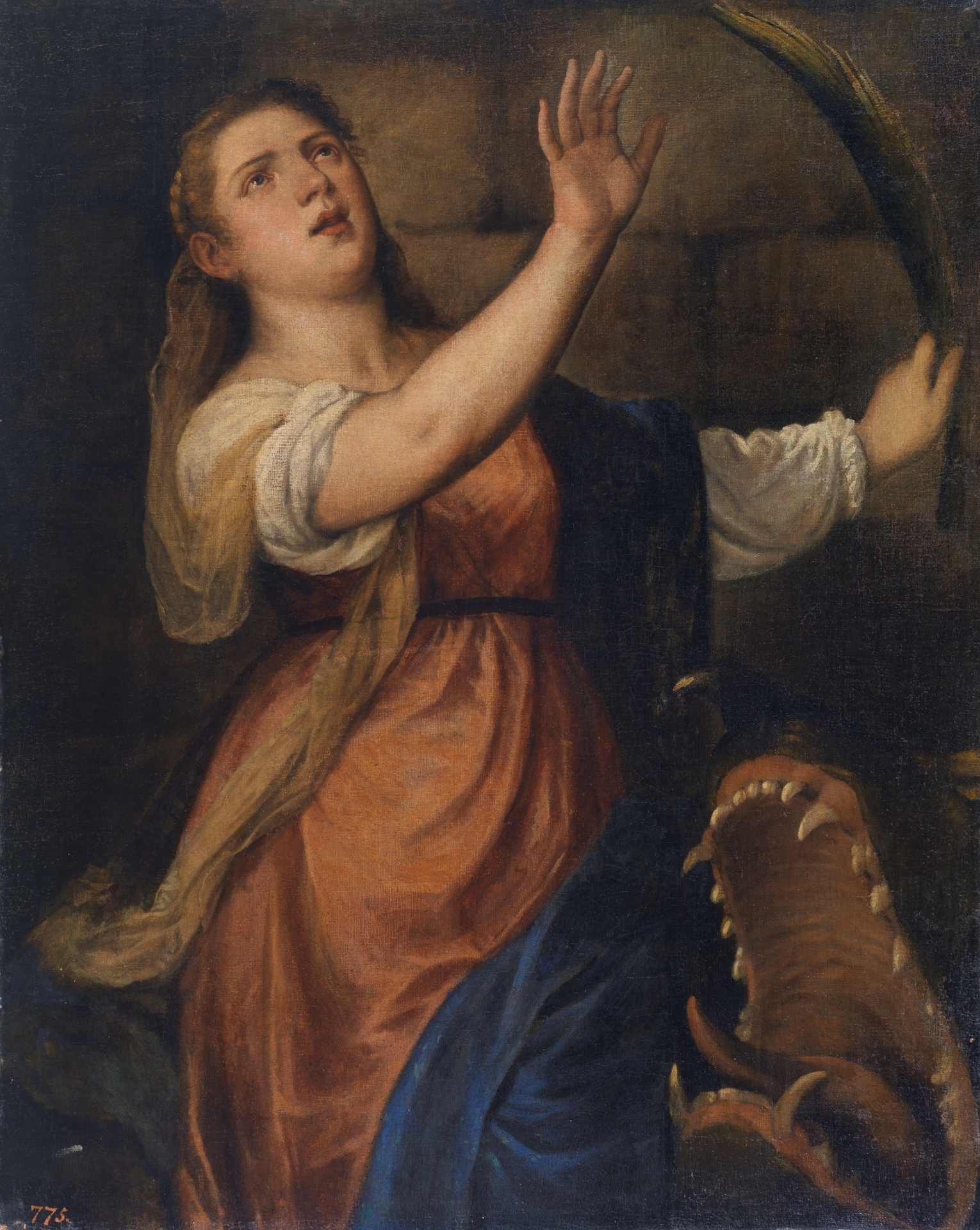
ティツィアーノの工房『聖マルガリタ』1574年ごろ プラド美術館所蔵